# Сорока Іван Іванович (шаховий композитор)
Сорока Іван Іванович (29 березня 1960, місто Львів) — український шаховий композитор, міжнародний гросмейстер з шахової композиції. Чемпіон світу у складі команди України у 5-й першості світу, срібний призер 9-ї першості, срібний призер особистого чемпіонату світу 2007—2009 р.

## Біографія
Народився 29 березня  1960 року в селі Колбаєвичі Самбірського району Львівської області. У 1976 році закінчив Чайковицьку середню школу, у 1981 році закінчив Львівський національний університет імені Івана Франка, факультет прикладної математики та механіки, математик.
Першу задачу надрукував у 1974 році, всього опублікував 1400 задач різних жанрів, 800 задач отримали відзнаки на українських та міжнародних конкурсах, з них 120 перших призів. Улюблені жанри – багатоходівки та задачі на зворотний мат. Співавтор теми Богданова-Сороки.
З 2008 року редактор розділу в журналі «Проблеміст України». Редагував  шахові відділи у львівських газетах «Молода Галичина», «Тиждень», «Високий замок». З 2000-го по 2011-й рік редактор журналу «Високий замок кросвордів», в якому проводилися щомісячні конкурси розв'язування задач та етюдів. Член тренерської ради збірної команди України з шахової композиції.

## Звання та титули
- Майстер ФІДЕ з шахової композиції (1993)
- Міжнародний майстер з шахової композиції (2004)
- Міжнародний гросмейстер з шахової композиції (2012)
- Гросмейстер України з шахової композиції (1997)

## Спортивні досягнення
Чемпіон світу у складі команди України у 5-й першості світу.
Срібний призер першості світу у складі команди України у 9-й першості світу.
Срібний призер першості світу у складі команди України у 11-й першості світу.
Срібний призер особистого чемпіонату світу 2007—2009 рр.
2-е місце у Кубку ФІДЕ 2015 року.
3-е місце у Кубку FIDE 2019 року.
2-е місце у Кубку ФІДЕ 2020 року.
Багаторазовий чемпіон і призер першостей України в особистому та командному заліку.

## Задачі
|   | a | b | c | d | e | f | g | h |   |
| 8 | e8 чорний кінь · h8 білий король · c7 білий пішак · d7 чорна тура · f7 чорний пішак · b6 білий ферзь · c5 білий пішак · d5 чорний король · a4 чорний ферзь · d4 чорний пішак · f4 білий пішак · d3 білий пішак · g3 білий кінь · h3 білий слон · c2 білий пішак · e2 білий пішак · a1 білий слон · b1 чорний слон · e1 чорний кінь | e8 чорний кінь · h8 білий король · c7 білий пішак · d7 чорна тура · f7 чорний пішак · b6 білий ферзь · c5 білий пішак · d5 чорний король · a4 чорний ферзь · d4 чорний пішак · f4 білий пішак · d3 білий пішак · g3 білий кінь · h3 білий слон · c2 білий пішак · e2 білий пішак · a1 білий слон · b1 чорний слон · e1 чорний кінь | e8 чорний кінь · h8 білий король · c7 білий пішак · d7 чорна тура · f7 чорний пішак · b6 білий ферзь · c5 білий пішак · d5 чорний король · a4 чорний ферзь · d4 чорний пішак · f4 білий пішак · d3 білий пішак · g3 білий кінь · h3 білий слон · c2 білий пішак · e2 білий пішак · a1 білий слон · b1 чорний слон · e1 чорний кінь | e8 чорний кінь · h8 білий король · c7 білий пішак · d7 чорна тура · f7 чорний пішак · b6 білий ферзь · c5 білий пішак · d5 чорний король · a4 чорний ферзь · d4 чорний пішак · f4 білий пішак · d3 білий пішак · g3 білий кінь · h3 білий слон · c2 білий пішак · e2 білий пішак · a1 білий слон · b1 чорний слон · e1 чорний кінь | e8 чорний кінь · h8 білий король · c7 білий пішак · d7 чорна тура · f7 чорний пішак · b6 білий ферзь · c5 білий пішак · d5 чорний король · a4 чорний ферзь · d4 чорний пішак · f4 білий пішак · d3 білий пішак · g3 білий кінь · h3 білий слон · c2 білий пішак · e2 білий пішак · a1 білий слон · b1 чорний слон · e1 чорний кінь | e8 чорний кінь · h8 білий король · c7 білий пішак · d7 чорна тура · f7 чорний пішак · b6 білий ферзь · c5 білий пішак · d5 чорний король · a4 чорний ферзь · d4 чорний пішак · f4 білий пішак · d3 білий пішак · g3 білий кінь · h3 білий слон · c2 білий пішак · e2 білий пішак · a1 білий слон · b1 чорний слон · e1 чорний кінь | e8 чорний кінь · h8 білий король · c7 білий пішак · d7 чорна тура · f7 чорний пішак · b6 білий ферзь · c5 білий пішак · d5 чорний король · a4 чорний ферзь · d4 чорний пішак · f4 білий пішак · d3 білий пішак · g3 білий кінь · h3 білий слон · c2 білий пішак · e2 білий пішак · a1 білий слон · b1 чорний слон · e1 чорний кінь | e8 чорний кінь · h8 білий король · c7 білий пішак · d7 чорна тура · f7 чорний пішак · b6 білий ферзь · c5 білий пішак · d5 чорний король · a4 чорний ферзь · d4 чорний пішак · f4 білий пішак · d3 білий пішак · g3 білий кінь · h3 білий слон · c2 білий пішак · e2 білий пішак · a1 білий слон · b1 чорний слон · e1 чорний кінь | 8 |
| 7 | e8 чорний кінь · h8 білий король · c7 білий пішак · d7 чорна тура · f7 чорний пішак · b6 білий ферзь · c5 білий пішак · d5 чорний король · a4 чорний ферзь · d4 чорний пішак · f4 білий пішак · d3 білий пішак · g3 білий кінь · h3 білий слон · c2 білий пішак · e2 білий пішак · a1 білий слон · b1 чорний слон · e1 чорний кінь | e8 чорний кінь · h8 білий король · c7 білий пішак · d7 чорна тура · f7 чорний пішак · b6 білий ферзь · c5 білий пішак · d5 чорний король · a4 чорний ферзь · d4 чорний пішак · f4 білий пішак · d3 білий пішак · g3 білий кінь · h3 білий слон · c2 білий пішак · e2 білий пішак · a1 білий слон · b1 чорний слон · e1 чорний кінь | e8 чорний кінь · h8 білий король · c7 білий пішак · d7 чорна тура · f7 чорний пішак · b6 білий ферзь · c5 білий пішак · d5 чорний король · a4 чорний ферзь · d4 чорний пішак · f4 білий пішак · d3 білий пішак · g3 білий кінь · h3 білий слон · c2 білий пішак · e2 білий пішак · a1 білий слон · b1 чорний слон · e1 чорний кінь | e8 чорний кінь · h8 білий король · c7 білий пішак · d7 чорна тура · f7 чорний пішак · b6 білий ферзь · c5 білий пішак · d5 чорний король · a4 чорний ферзь · d4 чорний пішак · f4 білий пішак · d3 білий пішак · g3 білий кінь · h3 білий слон · c2 білий пішак · e2 білий пішак · a1 білий слон · b1 чорний слон · e1 чорний кінь | e8 чорний кінь · h8 білий король · c7 білий пішак · d7 чорна тура · f7 чорний пішак · b6 білий ферзь · c5 білий пішак · d5 чорний король · a4 чорний ферзь · d4 чорний пішак · f4 білий пішак · d3 білий пішак · g3 білий кінь · h3 білий слон · c2 білий пішак · e2 білий пішак · a1 білий слон · b1 чорний слон · e1 чорний кінь | e8 чорний кінь · h8 білий король · c7 білий пішак · d7 чорна тура · f7 чорний пішак · b6 білий ферзь · c5 білий пішак · d5 чорний король · a4 чорний ферзь · d4 чорний пішак · f4 білий пішак · d3 білий пішак · g3 білий кінь · h3 білий слон · c2 білий пішак · e2 білий пішак · a1 білий слон · b1 чорний слон · e1 чорний кінь | e8 чорний кінь · h8 білий король · c7 білий пішак · d7 чорна тура · f7 чорний пішак · b6 білий ферзь · c5 білий пішак · d5 чорний король · a4 чорний ферзь · d4 чорний пішак · f4 білий пішак · d3 білий пішак · g3 білий кінь · h3 білий слон · c2 білий пішак · e2 білий пішак · a1 білий слон · b1 чорний слон · e1 чорний кінь | e8 чорний кінь · h8 білий король · c7 білий пішак · d7 чорна тура · f7 чорний пішак · b6 білий ферзь · c5 білий пішак · d5 чорний король · a4 чорний ферзь · d4 чорний пішак · f4 білий пішак · d3 білий пішак · g3 білий кінь · h3 білий слон · c2 білий пішак · e2 білий пішак · a1 білий слон · b1 чорний слон · e1 чорний кінь | 7 |
| 6 | e8 чорний кінь · h8 білий король · c7 білий пішак · d7 чорна тура · f7 чорний пішак · b6 білий ферзь · c5 білий пішак · d5 чорний король · a4 чорний ферзь · d4 чорний пішак · f4 білий пішак · d3 білий пішак · g3 білий кінь · h3 білий слон · c2 білий пішак · e2 білий пішак · a1 білий слон · b1 чорний слон · e1 чорний кінь | e8 чорний кінь · h8 білий король · c7 білий пішак · d7 чорна тура · f7 чорний пішак · b6 білий ферзь · c5 білий пішак · d5 чорний король · a4 чорний ферзь · d4 чорний пішак · f4 білий пішак · d3 білий пішак · g3 білий кінь · h3 білий слон · c2 білий пішак · e2 білий пішак · a1 білий слон · b1 чорний слон · e1 чорний кінь | e8 чорний кінь · h8 білий король · c7 білий пішак · d7 чорна тура · f7 чорний пішак · b6 білий ферзь · c5 білий пішак · d5 чорний король · a4 чорний ферзь · d4 чорний пішак · f4 білий пішак · d3 білий пішак · g3 білий кінь · h3 білий слон · c2 білий пішак · e2 білий пішак · a1 білий слон · b1 чорний слон · e1 чорний кінь | e8 чорний кінь · h8 білий король · c7 білий пішак · d7 чорна тура · f7 чорний пішак · b6 білий ферзь · c5 білий пішак · d5 чорний король · a4 чорний ферзь · d4 чорний пішак · f4 білий пішак · d3 білий пішак · g3 білий кінь · h3 білий слон · c2 білий пішак · e2 білий пішак · a1 білий слон · b1 чорний слон · e1 чорний кінь | e8 чорний кінь · h8 білий король · c7 білий пішак · d7 чорна тура · f7 чорний пішак · b6 білий ферзь · c5 білий пішак · d5 чорний король · a4 чорний ферзь · d4 чорний пішак · f4 білий пішак · d3 білий пішак · g3 білий кінь · h3 білий слон · c2 білий пішак · e2 білий пішак · a1 білий слон · b1 чорний слон · e1 чорний кінь | e8 чорний кінь · h8 білий король · c7 білий пішак · d7 чорна тура · f7 чорний пішак · b6 білий ферзь · c5 білий пішак · d5 чорний король · a4 чорний ферзь · d4 чорний пішак · f4 білий пішак · d3 білий пішак · g3 білий кінь · h3 білий слон · c2 білий пішак · e2 білий пішак · a1 білий слон · b1 чорний слон · e1 чорний кінь | e8 чорний кінь · h8 білий король · c7 білий пішак · d7 чорна тура · f7 чорний пішак · b6 білий ферзь · c5 білий пішак · d5 чорний король · a4 чорний ферзь · d4 чорний пішак · f4 білий пішак · d3 білий пішак · g3 білий кінь · h3 білий слон · c2 білий пішак · e2 білий пішак · a1 білий слон · b1 чорний слон · e1 чорний кінь | e8 чорний кінь · h8 білий король · c7 білий пішак · d7 чорна тура · f7 чорний пішак · b6 білий ферзь · c5 білий пішак · d5 чорний король · a4 чорний ферзь · d4 чорний пішак · f4 білий пішак · d3 білий пішак · g3 білий кінь · h3 білий слон · c2 білий пішак · e2 білий пішак · a1 білий слон · b1 чорний слон · e1 чорний кінь | 6 |
| 5 | e8 чорний кінь · h8 білий король · c7 білий пішак · d7 чорна тура · f7 чорний пішак · b6 білий ферзь · c5 білий пішак · d5 чорний король · a4 чорний ферзь · d4 чорний пішак · f4 білий пішак · d3 білий пішак · g3 білий кінь · h3 білий слон · c2 білий пішак · e2 білий пішак · a1 білий слон · b1 чорний слон · e1 чорний кінь | e8 чорний кінь · h8 білий король · c7 білий пішак · d7 чорна тура · f7 чорний пішак · b6 білий ферзь · c5 білий пішак · d5 чорний король · a4 чорний ферзь · d4 чорний пішак · f4 білий пішак · d3 білий пішак · g3 білий кінь · h3 білий слон · c2 білий пішак · e2 білий пішак · a1 білий слон · b1 чорний слон · e1 чорний кінь | e8 чорний кінь · h8 білий король · c7 білий пішак · d7 чорна тура · f7 чорний пішак · b6 білий ферзь · c5 білий пішак · d5 чорний король · a4 чорний ферзь · d4 чорний пішак · f4 білий пішак · d3 білий пішак · g3 білий кінь · h3 білий слон · c2 білий пішак · e2 білий пішак · a1 білий слон · b1 чорний слон · e1 чорний кінь | e8 чорний кінь · h8 білий король · c7 білий пішак · d7 чорна тура · f7 чорний пішак · b6 білий ферзь · c5 білий пішак · d5 чорний король · a4 чорний ферзь · d4 чорний пішак · f4 білий пішак · d3 білий пішак · g3 білий кінь · h3 білий слон · c2 білий пішак · e2 білий пішак · a1 білий слон · b1 чорний слон · e1 чорний кінь | e8 чорний кінь · h8 білий король · c7 білий пішак · d7 чорна тура · f7 чорний пішак · b6 білий ферзь · c5 білий пішак · d5 чорний король · a4 чорний ферзь · d4 чорний пішак · f4 білий пішак · d3 білий пішак · g3 білий кінь · h3 білий слон · c2 білий пішак · e2 білий пішак · a1 білий слон · b1 чорний слон · e1 чорний кінь | e8 чорний кінь · h8 білий король · c7 білий пішак · d7 чорна тура · f7 чорний пішак · b6 білий ферзь · c5 білий пішак · d5 чорний король · a4 чорний ферзь · d4 чорний пішак · f4 білий пішак · d3 білий пішак · g3 білий кінь · h3 білий слон · c2 білий пішак · e2 білий пішак · a1 білий слон · b1 чорний слон · e1 чорний кінь | e8 чорний кінь · h8 білий король · c7 білий пішак · d7 чорна тура · f7 чорний пішак · b6 білий ферзь · c5 білий пішак · d5 чорний король · a4 чорний ферзь · d4 чорний пішак · f4 білий пішак · d3 білий пішак · g3 білий кінь · h3 білий слон · c2 білий пішак · e2 білий пішак · a1 білий слон · b1 чорний слон · e1 чорний кінь | e8 чорний кінь · h8 білий король · c7 білий пішак · d7 чорна тура · f7 чорний пішак · b6 білий ферзь · c5 білий пішак · d5 чорний король · a4 чорний ферзь · d4 чорний пішак · f4 білий пішак · d3 білий пішак · g3 білий кінь · h3 білий слон · c2 білий пішак · e2 білий пішак · a1 білий слон · b1 чорний слон · e1 чорний кінь | 5 |
| 4 | e8 чорний кінь · h8 білий король · c7 білий пішак · d7 чорна тура · f7 чорний пішак · b6 білий ферзь · c5 білий пішак · d5 чорний король · a4 чорний ферзь · d4 чорний пішак · f4 білий пішак · d3 білий пішак · g3 білий кінь · h3 білий слон · c2 білий пішак · e2 білий пішак · a1 білий слон · b1 чорний слон · e1 чорний кінь | e8 чорний кінь · h8 білий король · c7 білий пішак · d7 чорна тура · f7 чорний пішак · b6 білий ферзь · c5 білий пішак · d5 чорний король · a4 чорний ферзь · d4 чорний пішак · f4 білий пішак · d3 білий пішак · g3 білий кінь · h3 білий слон · c2 білий пішак · e2 білий пішак · a1 білий слон · b1 чорний слон · e1 чорний кінь | e8 чорний кінь · h8 білий король · c7 білий пішак · d7 чорна тура · f7 чорний пішак · b6 білий ферзь · c5 білий пішак · d5 чорний король · a4 чорний ферзь · d4 чорний пішак · f4 білий пішак · d3 білий пішак · g3 білий кінь · h3 білий слон · c2 білий пішак · e2 білий пішак · a1 білий слон · b1 чорний слон · e1 чорний кінь | e8 чорний кінь · h8 білий король · c7 білий пішак · d7 чорна тура · f7 чорний пішак · b6 білий ферзь · c5 білий пішак · d5 чорний король · a4 чорний ферзь · d4 чорний пішак · f4 білий пішак · d3 білий пішак · g3 білий кінь · h3 білий слон · c2 білий пішак · e2 білий пішак · a1 білий слон · b1 чорний слон · e1 чорний кінь | e8 чорний кінь · h8 білий король · c7 білий пішак · d7 чорна тура · f7 чорний пішак · b6 білий ферзь · c5 білий пішак · d5 чорний король · a4 чорний ферзь · d4 чорний пішак · f4 білий пішак · d3 білий пішак · g3 білий кінь · h3 білий слон · c2 білий пішак · e2 білий пішак · a1 білий слон · b1 чорний слон · e1 чорний кінь | e8 чорний кінь · h8 білий король · c7 білий пішак · d7 чорна тура · f7 чорний пішак · b6 білий ферзь · c5 білий пішак · d5 чорний король · a4 чорний ферзь · d4 чорний пішак · f4 білий пішак · d3 білий пішак · g3 білий кінь · h3 білий слон · c2 білий пішак · e2 білий пішак · a1 білий слон · b1 чорний слон · e1 чорний кінь | e8 чорний кінь · h8 білий король · c7 білий пішак · d7 чорна тура · f7 чорний пішак · b6 білий ферзь · c5 білий пішак · d5 чорний король · a4 чорний ферзь · d4 чорний пішак · f4 білий пішак · d3 білий пішак · g3 білий кінь · h3 білий слон · c2 білий пішак · e2 білий пішак · a1 білий слон · b1 чорний слон · e1 чорний кінь | e8 чорний кінь · h8 білий король · c7 білий пішак · d7 чорна тура · f7 чорний пішак · b6 білий ферзь · c5 білий пішак · d5 чорний король · a4 чорний ферзь · d4 чорний пішак · f4 білий пішак · d3 білий пішак · g3 білий кінь · h3 білий слон · c2 білий пішак · e2 білий пішак · a1 білий слон · b1 чорний слон · e1 чорний кінь | 4 |
| 3 | e8 чорний кінь · h8 білий король · c7 білий пішак · d7 чорна тура · f7 чорний пішак · b6 білий ферзь · c5 білий пішак · d5 чорний король · a4 чорний ферзь · d4 чорний пішак · f4 білий пішак · d3 білий пішак · g3 білий кінь · h3 білий слон · c2 білий пішак · e2 білий пішак · a1 білий слон · b1 чорний слон · e1 чорний кінь | e8 чорний кінь · h8 білий король · c7 білий пішак · d7 чорна тура · f7 чорний пішак · b6 білий ферзь · c5 білий пішак · d5 чорний король · a4 чорний ферзь · d4 чорний пішак · f4 білий пішак · d3 білий пішак · g3 білий кінь · h3 білий слон · c2 білий пішак · e2 білий пішак · a1 білий слон · b1 чорний слон · e1 чорний кінь | e8 чорний кінь · h8 білий король · c7 білий пішак · d7 чорна тура · f7 чорний пішак · b6 білий ферзь · c5 білий пішак · d5 чорний король · a4 чорний ферзь · d4 чорний пішак · f4 білий пішак · d3 білий пішак · g3 білий кінь · h3 білий слон · c2 білий пішак · e2 білий пішак · a1 білий слон · b1 чорний слон · e1 чорний кінь | e8 чорний кінь · h8 білий король · c7 білий пішак · d7 чорна тура · f7 чорний пішак · b6 білий ферзь · c5 білий пішак · d5 чорний король · a4 чорний ферзь · d4 чорний пішак · f4 білий пішак · d3 білий пішак · g3 білий кінь · h3 білий слон · c2 білий пішак · e2 білий пішак · a1 білий слон · b1 чорний слон · e1 чорний кінь | e8 чорний кінь · h8 білий король · c7 білий пішак · d7 чорна тура · f7 чорний пішак · b6 білий ферзь · c5 білий пішак · d5 чорний король · a4 чорний ферзь · d4 чорний пішак · f4 білий пішак · d3 білий пішак · g3 білий кінь · h3 білий слон · c2 білий пішак · e2 білий пішак · a1 білий слон · b1 чорний слон · e1 чорний кінь | e8 чорний кінь · h8 білий король · c7 білий пішак · d7 чорна тура · f7 чорний пішак · b6 білий ферзь · c5 білий пішак · d5 чорний король · a4 чорний ферзь · d4 чорний пішак · f4 білий пішак · d3 білий пішак · g3 білий кінь · h3 білий слон · c2 білий пішак · e2 білий пішак · a1 білий слон · b1 чорний слон · e1 чорний кінь | e8 чорний кінь · h8 білий король · c7 білий пішак · d7 чорна тура · f7 чорний пішак · b6 білий ферзь · c5 білий пішак · d5 чорний король · a4 чорний ферзь · d4 чорний пішак · f4 білий пішак · d3 білий пішак · g3 білий кінь · h3 білий слон · c2 білий пішак · e2 білий пішак · a1 білий слон · b1 чорний слон · e1 чорний кінь | e8 чорний кінь · h8 білий король · c7 білий пішак · d7 чорна тура · f7 чорний пішак · b6 білий ферзь · c5 білий пішак · d5 чорний король · a4 чорний ферзь · d4 чорний пішак · f4 білий пішак · d3 білий пішак · g3 білий кінь · h3 білий слон · c2 білий пішак · e2 білий пішак · a1 білий слон · b1 чорний слон · e1 чорний кінь | 3 |
| 2 | e8 чорний кінь · h8 білий король · c7 білий пішак · d7 чорна тура · f7 чорний пішак · b6 білий ферзь · c5 білий пішак · d5 чорний король · a4 чорний ферзь · d4 чорний пішак · f4 білий пішак · d3 білий пішак · g3 білий кінь · h3 білий слон · c2 білий пішак · e2 білий пішак · a1 білий слон · b1 чорний слон · e1 чорний кінь | e8 чорний кінь · h8 білий король · c7 білий пішак · d7 чорна тура · f7 чорний пішак · b6 білий ферзь · c5 білий пішак · d5 чорний король · a4 чорний ферзь · d4 чорний пішак · f4 білий пішак · d3 білий пішак · g3 білий кінь · h3 білий слон · c2 білий пішак · e2 білий пішак · a1 білий слон · b1 чорний слон · e1 чорний кінь | e8 чорний кінь · h8 білий король · c7 білий пішак · d7 чорна тура · f7 чорний пішак · b6 білий ферзь · c5 білий пішак · d5 чорний король · a4 чорний ферзь · d4 чорний пішак · f4 білий пішак · d3 білий пішак · g3 білий кінь · h3 білий слон · c2 білий пішак · e2 білий пішак · a1 білий слон · b1 чорний слон · e1 чорний кінь | e8 чорний кінь · h8 білий король · c7 білий пішак · d7 чорна тура · f7 чорний пішак · b6 білий ферзь · c5 білий пішак · d5 чорний король · a4 чорний ферзь · d4 чорний пішак · f4 білий пішак · d3 білий пішак · g3 білий кінь · h3 білий слон · c2 білий пішак · e2 білий пішак · a1 білий слон · b1 чорний слон · e1 чорний кінь | e8 чорний кінь · h8 білий король · c7 білий пішак · d7 чорна тура · f7 чорний пішак · b6 білий ферзь · c5 білий пішак · d5 чорний король · a4 чорний ферзь · d4 чорний пішак · f4 білий пішак · d3 білий пішак · g3 білий кінь · h3 білий слон · c2 білий пішак · e2 білий пішак · a1 білий слон · b1 чорний слон · e1 чорний кінь | e8 чорний кінь · h8 білий король · c7 білий пішак · d7 чорна тура · f7 чорний пішак · b6 білий ферзь · c5 білий пішак · d5 чорний король · a4 чорний ферзь · d4 чорний пішак · f4 білий пішак · d3 білий пішак · g3 білий кінь · h3 білий слон · c2 білий пішак · e2 білий пішак · a1 білий слон · b1 чорний слон · e1 чорний кінь | e8 чорний кінь · h8 білий король · c7 білий пішак · d7 чорна тура · f7 чорний пішак · b6 білий ферзь · c5 білий пішак · d5 чорний король · a4 чорний ферзь · d4 чорний пішак · f4 білий пішак · d3 білий пішак · g3 білий кінь · h3 білий слон · c2 білий пішак · e2 білий пішак · a1 білий слон · b1 чорний слон · e1 чорний кінь | e8 чорний кінь · h8 білий король · c7 білий пішак · d7 чорна тура · f7 чорний пішак · b6 білий ферзь · c5 білий пішак · d5 чорний король · a4 чорний ферзь · d4 чорний пішак · f4 білий пішак · d3 білий пішак · g3 білий кінь · h3 білий слон · c2 білий пішак · e2 білий пішак · a1 білий слон · b1 чорний слон · e1 чорний кінь | 2 |
| 1 | e8 чорний кінь · h8 білий король · c7 білий пішак · d7 чорна тура · f7 чорний пішак · b6 білий ферзь · c5 білий пішак · d5 чорний король · a4 чорний ферзь · d4 чорний пішак · f4 білий пішак · d3 білий пішак · g3 білий кінь · h3 білий слон · c2 білий пішак · e2 білий пішак · a1 білий слон · b1 чорний слон · e1 чорний кінь | e8 чорний кінь · h8 білий король · c7 білий пішак · d7 чорна тура · f7 чорний пішак · b6 білий ферзь · c5 білий пішак · d5 чорний король · a4 чорний ферзь · d4 чорний пішак · f4 білий пішак · d3 білий пішак · g3 білий кінь · h3 білий слон · c2 білий пішак · e2 білий пішак · a1 білий слон · b1 чорний слон · e1 чорний кінь | e8 чорний кінь · h8 білий король · c7 білий пішак · d7 чорна тура · f7 чорний пішак · b6 білий ферзь · c5 білий пішак · d5 чорний король · a4 чорний ферзь · d4 чорний пішак · f4 білий пішак · d3 білий пішак · g3 білий кінь · h3 білий слон · c2 білий пішак · e2 білий пішак · a1 білий слон · b1 чорний слон · e1 чорний кінь | e8 чорний кінь · h8 білий король · c7 білий пішак · d7 чорна тура · f7 чорний пішак · b6 білий ферзь · c5 білий пішак · d5 чорний король · a4 чорний ферзь · d4 чорний пішак · f4 білий пішак · d3 білий пішак · g3 білий кінь · h3 білий слон · c2 білий пішак · e2 білий пішак · a1 білий слон · b1 чорний слон · e1 чорний кінь | e8 чорний кінь · h8 білий король · c7 білий пішак · d7 чорна тура · f7 чорний пішак · b6 білий ферзь · c5 білий пішак · d5 чорний король · a4 чорний ферзь · d4 чорний пішак · f4 білий пішак · d3 білий пішак · g3 білий кінь · h3 білий слон · c2 білий пішак · e2 білий пішак · a1 білий слон · b1 чорний слон · e1 чорний кінь | e8 чорний кінь · h8 білий король · c7 білий пішак · d7 чорна тура · f7 чорний пішак · b6 білий ферзь · c5 білий пішак · d5 чорний король · a4 чорний ферзь · d4 чорний пішак · f4 білий пішак · d3 білий пішак · g3 білий кінь · h3 білий слон · c2 білий пішак · e2 білий пішак · a1 білий слон · b1 чорний слон · e1 чорний кінь | e8 чорний кінь · h8 білий король · c7 білий пішак · d7 чорна тура · f7 чорний пішак · b6 білий ферзь · c5 білий пішак · d5 чорний король · a4 чорний ферзь · d4 чорний пішак · f4 білий пішак · d3 білий пішак · g3 білий кінь · h3 білий слон · c2 білий пішак · e2 білий пішак · a1 білий слон · b1 чорний слон · e1 чорний кінь | e8 чорний кінь · h8 білий король · c7 білий пішак · d7 чорна тура · f7 чорний пішак · b6 білий ферзь · c5 білий пішак · d5 чорний король · a4 чорний ферзь · d4 чорний пішак · f4 білий пішак · d3 білий пішак · g3 білий кінь · h3 білий слон · c2 білий пішак · e2 білий пішак · a1 білий слон · b1 чорний слон · e1 чорний кінь | 1 |
|   | a | b | c | d | e | f | g | h |   |

1... Dc6   2.e4+ de (e.p.)  3.c4#
1... D:a1  2.Db7+ K:c5 3.Se4#

1.Sf5! ~ 2.e4+! (A) de (e.p.) 3.S:e3# (B)
1... Dc6 2.Se3+! (B) de 3.c4# (C), [ 2.Se7+? T:e7 3.c4+? dc! (e.p.) ]
1... D:a1 2.c4+! (C) dc (e.p.) 3.e4# (A), [ 2.e4+? de+ (e.p.) ]
1... S:d3 2.Lg2+ Kc4 3.ed#
1... Sf6(d6) 2.Se7+ T:e7 3.Dd6#
Синтез тем "еn-passant" з циклічним чергуванням 2-3-х ходів білих і зміною гри у двох тематичних варіантах. 
|   | a | b | c | d | e | f | g | h |   |
| 8 | a8 білий король · a7 білий ферзь · e7 біла тура · f7 білий слон · a6 чорний пішак · d6 чорний пішак · f6 білий пішак · g6 чорний пішак · d5 чорний пішак · e5 чорний пішак · b4 білий пішак · c4 чорний пішак · d4 білий кінь · e4 чорний король · g4 чорна тура · f3 біла тура · e2 білий пішак · a1 чорний слон · d1 чорна тура · f1 чорний кінь · h1 чорний кінь | a8 білий король · a7 білий ферзь · e7 біла тура · f7 білий слон · a6 чорний пішак · d6 чорний пішак · f6 білий пішак · g6 чорний пішак · d5 чорний пішак · e5 чорний пішак · b4 білий пішак · c4 чорний пішак · d4 білий кінь · e4 чорний король · g4 чорна тура · f3 біла тура · e2 білий пішак · a1 чорний слон · d1 чорна тура · f1 чорний кінь · h1 чорний кінь | a8 білий король · a7 білий ферзь · e7 біла тура · f7 білий слон · a6 чорний пішак · d6 чорний пішак · f6 білий пішак · g6 чорний пішак · d5 чорний пішак · e5 чорний пішак · b4 білий пішак · c4 чорний пішак · d4 білий кінь · e4 чорний король · g4 чорна тура · f3 біла тура · e2 білий пішак · a1 чорний слон · d1 чорна тура · f1 чорний кінь · h1 чорний кінь | a8 білий король · a7 білий ферзь · e7 біла тура · f7 білий слон · a6 чорний пішак · d6 чорний пішак · f6 білий пішак · g6 чорний пішак · d5 чорний пішак · e5 чорний пішак · b4 білий пішак · c4 чорний пішак · d4 білий кінь · e4 чорний король · g4 чорна тура · f3 біла тура · e2 білий пішак · a1 чорний слон · d1 чорна тура · f1 чорний кінь · h1 чорний кінь | a8 білий король · a7 білий ферзь · e7 біла тура · f7 білий слон · a6 чорний пішак · d6 чорний пішак · f6 білий пішак · g6 чорний пішак · d5 чорний пішак · e5 чорний пішак · b4 білий пішак · c4 чорний пішак · d4 білий кінь · e4 чорний король · g4 чорна тура · f3 біла тура · e2 білий пішак · a1 чорний слон · d1 чорна тура · f1 чорний кінь · h1 чорний кінь | a8 білий король · a7 білий ферзь · e7 біла тура · f7 білий слон · a6 чорний пішак · d6 чорний пішак · f6 білий пішак · g6 чорний пішак · d5 чорний пішак · e5 чорний пішак · b4 білий пішак · c4 чорний пішак · d4 білий кінь · e4 чорний король · g4 чорна тура · f3 біла тура · e2 білий пішак · a1 чорний слон · d1 чорна тура · f1 чорний кінь · h1 чорний кінь | a8 білий король · a7 білий ферзь · e7 біла тура · f7 білий слон · a6 чорний пішак · d6 чорний пішак · f6 білий пішак · g6 чорний пішак · d5 чорний пішак · e5 чорний пішак · b4 білий пішак · c4 чорний пішак · d4 білий кінь · e4 чорний король · g4 чорна тура · f3 біла тура · e2 білий пішак · a1 чорний слон · d1 чорна тура · f1 чорний кінь · h1 чорний кінь | a8 білий король · a7 білий ферзь · e7 біла тура · f7 білий слон · a6 чорний пішак · d6 чорний пішак · f6 білий пішак · g6 чорний пішак · d5 чорний пішак · e5 чорний пішак · b4 білий пішак · c4 чорний пішак · d4 білий кінь · e4 чорний король · g4 чорна тура · f3 біла тура · e2 білий пішак · a1 чорний слон · d1 чорна тура · f1 чорний кінь · h1 чорний кінь | 8 |
| 7 | a8 білий король · a7 білий ферзь · e7 біла тура · f7 білий слон · a6 чорний пішак · d6 чорний пішак · f6 білий пішак · g6 чорний пішак · d5 чорний пішак · e5 чорний пішак · b4 білий пішак · c4 чорний пішак · d4 білий кінь · e4 чорний король · g4 чорна тура · f3 біла тура · e2 білий пішак · a1 чорний слон · d1 чорна тура · f1 чорний кінь · h1 чорний кінь | a8 білий король · a7 білий ферзь · e7 біла тура · f7 білий слон · a6 чорний пішак · d6 чорний пішак · f6 білий пішак · g6 чорний пішак · d5 чорний пішак · e5 чорний пішак · b4 білий пішак · c4 чорний пішак · d4 білий кінь · e4 чорний король · g4 чорна тура · f3 біла тура · e2 білий пішак · a1 чорний слон · d1 чорна тура · f1 чорний кінь · h1 чорний кінь | a8 білий король · a7 білий ферзь · e7 біла тура · f7 білий слон · a6 чорний пішак · d6 чорний пішак · f6 білий пішак · g6 чорний пішак · d5 чорний пішак · e5 чорний пішак · b4 білий пішак · c4 чорний пішак · d4 білий кінь · e4 чорний король · g4 чорна тура · f3 біла тура · e2 білий пішак · a1 чорний слон · d1 чорна тура · f1 чорний кінь · h1 чорний кінь | a8 білий король · a7 білий ферзь · e7 біла тура · f7 білий слон · a6 чорний пішак · d6 чорний пішак · f6 білий пішак · g6 чорний пішак · d5 чорний пішак · e5 чорний пішак · b4 білий пішак · c4 чорний пішак · d4 білий кінь · e4 чорний король · g4 чорна тура · f3 біла тура · e2 білий пішак · a1 чорний слон · d1 чорна тура · f1 чорний кінь · h1 чорний кінь | a8 білий король · a7 білий ферзь · e7 біла тура · f7 білий слон · a6 чорний пішак · d6 чорний пішак · f6 білий пішак · g6 чорний пішак · d5 чорний пішак · e5 чорний пішак · b4 білий пішак · c4 чорний пішак · d4 білий кінь · e4 чорний король · g4 чорна тура · f3 біла тура · e2 білий пішак · a1 чорний слон · d1 чорна тура · f1 чорний кінь · h1 чорний кінь | a8 білий король · a7 білий ферзь · e7 біла тура · f7 білий слон · a6 чорний пішак · d6 чорний пішак · f6 білий пішак · g6 чорний пішак · d5 чорний пішак · e5 чорний пішак · b4 білий пішак · c4 чорний пішак · d4 білий кінь · e4 чорний король · g4 чорна тура · f3 біла тура · e2 білий пішак · a1 чорний слон · d1 чорна тура · f1 чорний кінь · h1 чорний кінь | a8 білий король · a7 білий ферзь · e7 біла тура · f7 білий слон · a6 чорний пішак · d6 чорний пішак · f6 білий пішак · g6 чорний пішак · d5 чорний пішак · e5 чорний пішак · b4 білий пішак · c4 чорний пішак · d4 білий кінь · e4 чорний король · g4 чорна тура · f3 біла тура · e2 білий пішак · a1 чорний слон · d1 чорна тура · f1 чорний кінь · h1 чорний кінь | a8 білий король · a7 білий ферзь · e7 біла тура · f7 білий слон · a6 чорний пішак · d6 чорний пішак · f6 білий пішак · g6 чорний пішак · d5 чорний пішак · e5 чорний пішак · b4 білий пішак · c4 чорний пішак · d4 білий кінь · e4 чорний король · g4 чорна тура · f3 біла тура · e2 білий пішак · a1 чорний слон · d1 чорна тура · f1 чорний кінь · h1 чорний кінь | 7 |
| 6 | a8 білий король · a7 білий ферзь · e7 біла тура · f7 білий слон · a6 чорний пішак · d6 чорний пішак · f6 білий пішак · g6 чорний пішак · d5 чорний пішак · e5 чорний пішак · b4 білий пішак · c4 чорний пішак · d4 білий кінь · e4 чорний король · g4 чорна тура · f3 біла тура · e2 білий пішак · a1 чорний слон · d1 чорна тура · f1 чорний кінь · h1 чорний кінь | a8 білий король · a7 білий ферзь · e7 біла тура · f7 білий слон · a6 чорний пішак · d6 чорний пішак · f6 білий пішак · g6 чорний пішак · d5 чорний пішак · e5 чорний пішак · b4 білий пішак · c4 чорний пішак · d4 білий кінь · e4 чорний король · g4 чорна тура · f3 біла тура · e2 білий пішак · a1 чорний слон · d1 чорна тура · f1 чорний кінь · h1 чорний кінь | a8 білий король · a7 білий ферзь · e7 біла тура · f7 білий слон · a6 чорний пішак · d6 чорний пішак · f6 білий пішак · g6 чорний пішак · d5 чорний пішак · e5 чорний пішак · b4 білий пішак · c4 чорний пішак · d4 білий кінь · e4 чорний король · g4 чорна тура · f3 біла тура · e2 білий пішак · a1 чорний слон · d1 чорна тура · f1 чорний кінь · h1 чорний кінь | a8 білий король · a7 білий ферзь · e7 біла тура · f7 білий слон · a6 чорний пішак · d6 чорний пішак · f6 білий пішак · g6 чорний пішак · d5 чорний пішак · e5 чорний пішак · b4 білий пішак · c4 чорний пішак · d4 білий кінь · e4 чорний король · g4 чорна тура · f3 біла тура · e2 білий пішак · a1 чорний слон · d1 чорна тура · f1 чорний кінь · h1 чорний кінь | a8 білий король · a7 білий ферзь · e7 біла тура · f7 білий слон · a6 чорний пішак · d6 чорний пішак · f6 білий пішак · g6 чорний пішак · d5 чорний пішак · e5 чорний пішак · b4 білий пішак · c4 чорний пішак · d4 білий кінь · e4 чорний король · g4 чорна тура · f3 біла тура · e2 білий пішак · a1 чорний слон · d1 чорна тура · f1 чорний кінь · h1 чорний кінь | a8 білий король · a7 білий ферзь · e7 біла тура · f7 білий слон · a6 чорний пішак · d6 чорний пішак · f6 білий пішак · g6 чорний пішак · d5 чорний пішак · e5 чорний пішак · b4 білий пішак · c4 чорний пішак · d4 білий кінь · e4 чорний король · g4 чорна тура · f3 біла тура · e2 білий пішак · a1 чорний слон · d1 чорна тура · f1 чорний кінь · h1 чорний кінь | a8 білий король · a7 білий ферзь · e7 біла тура · f7 білий слон · a6 чорний пішак · d6 чорний пішак · f6 білий пішак · g6 чорний пішак · d5 чорний пішак · e5 чорний пішак · b4 білий пішак · c4 чорний пішак · d4 білий кінь · e4 чорний король · g4 чорна тура · f3 біла тура · e2 білий пішак · a1 чорний слон · d1 чорна тура · f1 чорний кінь · h1 чорний кінь | a8 білий король · a7 білий ферзь · e7 біла тура · f7 білий слон · a6 чорний пішак · d6 чорний пішак · f6 білий пішак · g6 чорний пішак · d5 чорний пішак · e5 чорний пішак · b4 білий пішак · c4 чорний пішак · d4 білий кінь · e4 чорний король · g4 чорна тура · f3 біла тура · e2 білий пішак · a1 чорний слон · d1 чорна тура · f1 чорний кінь · h1 чорний кінь | 6 |
| 5 | a8 білий король · a7 білий ферзь · e7 біла тура · f7 білий слон · a6 чорний пішак · d6 чорний пішак · f6 білий пішак · g6 чорний пішак · d5 чорний пішак · e5 чорний пішак · b4 білий пішак · c4 чорний пішак · d4 білий кінь · e4 чорний король · g4 чорна тура · f3 біла тура · e2 білий пішак · a1 чорний слон · d1 чорна тура · f1 чорний кінь · h1 чорний кінь | a8 білий король · a7 білий ферзь · e7 біла тура · f7 білий слон · a6 чорний пішак · d6 чорний пішак · f6 білий пішак · g6 чорний пішак · d5 чорний пішак · e5 чорний пішак · b4 білий пішак · c4 чорний пішак · d4 білий кінь · e4 чорний король · g4 чорна тура · f3 біла тура · e2 білий пішак · a1 чорний слон · d1 чорна тура · f1 чорний кінь · h1 чорний кінь | a8 білий король · a7 білий ферзь · e7 біла тура · f7 білий слон · a6 чорний пішак · d6 чорний пішак · f6 білий пішак · g6 чорний пішак · d5 чорний пішак · e5 чорний пішак · b4 білий пішак · c4 чорний пішак · d4 білий кінь · e4 чорний король · g4 чорна тура · f3 біла тура · e2 білий пішак · a1 чорний слон · d1 чорна тура · f1 чорний кінь · h1 чорний кінь | a8 білий король · a7 білий ферзь · e7 біла тура · f7 білий слон · a6 чорний пішак · d6 чорний пішак · f6 білий пішак · g6 чорний пішак · d5 чорний пішак · e5 чорний пішак · b4 білий пішак · c4 чорний пішак · d4 білий кінь · e4 чорний король · g4 чорна тура · f3 біла тура · e2 білий пішак · a1 чорний слон · d1 чорна тура · f1 чорний кінь · h1 чорний кінь | a8 білий король · a7 білий ферзь · e7 біла тура · f7 білий слон · a6 чорний пішак · d6 чорний пішак · f6 білий пішак · g6 чорний пішак · d5 чорний пішак · e5 чорний пішак · b4 білий пішак · c4 чорний пішак · d4 білий кінь · e4 чорний король · g4 чорна тура · f3 біла тура · e2 білий пішак · a1 чорний слон · d1 чорна тура · f1 чорний кінь · h1 чорний кінь | a8 білий король · a7 білий ферзь · e7 біла тура · f7 білий слон · a6 чорний пішак · d6 чорний пішак · f6 білий пішак · g6 чорний пішак · d5 чорний пішак · e5 чорний пішак · b4 білий пішак · c4 чорний пішак · d4 білий кінь · e4 чорний король · g4 чорна тура · f3 біла тура · e2 білий пішак · a1 чорний слон · d1 чорна тура · f1 чорний кінь · h1 чорний кінь | a8 білий король · a7 білий ферзь · e7 біла тура · f7 білий слон · a6 чорний пішак · d6 чорний пішак · f6 білий пішак · g6 чорний пішак · d5 чорний пішак · e5 чорний пішак · b4 білий пішак · c4 чорний пішак · d4 білий кінь · e4 чорний король · g4 чорна тура · f3 біла тура · e2 білий пішак · a1 чорний слон · d1 чорна тура · f1 чорний кінь · h1 чорний кінь | a8 білий король · a7 білий ферзь · e7 біла тура · f7 білий слон · a6 чорний пішак · d6 чорний пішак · f6 білий пішак · g6 чорний пішак · d5 чорний пішак · e5 чорний пішак · b4 білий пішак · c4 чорний пішак · d4 білий кінь · e4 чорний король · g4 чорна тура · f3 біла тура · e2 білий пішак · a1 чорний слон · d1 чорна тура · f1 чорний кінь · h1 чорний кінь | 5 |
| 4 | a8 білий король · a7 білий ферзь · e7 біла тура · f7 білий слон · a6 чорний пішак · d6 чорний пішак · f6 білий пішак · g6 чорний пішак · d5 чорний пішак · e5 чорний пішак · b4 білий пішак · c4 чорний пішак · d4 білий кінь · e4 чорний король · g4 чорна тура · f3 біла тура · e2 білий пішак · a1 чорний слон · d1 чорна тура · f1 чорний кінь · h1 чорний кінь | a8 білий король · a7 білий ферзь · e7 біла тура · f7 білий слон · a6 чорний пішак · d6 чорний пішак · f6 білий пішак · g6 чорний пішак · d5 чорний пішак · e5 чорний пішак · b4 білий пішак · c4 чорний пішак · d4 білий кінь · e4 чорний король · g4 чорна тура · f3 біла тура · e2 білий пішак · a1 чорний слон · d1 чорна тура · f1 чорний кінь · h1 чорний кінь | a8 білий король · a7 білий ферзь · e7 біла тура · f7 білий слон · a6 чорний пішак · d6 чорний пішак · f6 білий пішак · g6 чорний пішак · d5 чорний пішак · e5 чорний пішак · b4 білий пішак · c4 чорний пішак · d4 білий кінь · e4 чорний король · g4 чорна тура · f3 біла тура · e2 білий пішак · a1 чорний слон · d1 чорна тура · f1 чорний кінь · h1 чорний кінь | a8 білий король · a7 білий ферзь · e7 біла тура · f7 білий слон · a6 чорний пішак · d6 чорний пішак · f6 білий пішак · g6 чорний пішак · d5 чорний пішак · e5 чорний пішак · b4 білий пішак · c4 чорний пішак · d4 білий кінь · e4 чорний король · g4 чорна тура · f3 біла тура · e2 білий пішак · a1 чорний слон · d1 чорна тура · f1 чорний кінь · h1 чорний кінь | a8 білий король · a7 білий ферзь · e7 біла тура · f7 білий слон · a6 чорний пішак · d6 чорний пішак · f6 білий пішак · g6 чорний пішак · d5 чорний пішак · e5 чорний пішак · b4 білий пішак · c4 чорний пішак · d4 білий кінь · e4 чорний король · g4 чорна тура · f3 біла тура · e2 білий пішак · a1 чорний слон · d1 чорна тура · f1 чорний кінь · h1 чорний кінь | a8 білий король · a7 білий ферзь · e7 біла тура · f7 білий слон · a6 чорний пішак · d6 чорний пішак · f6 білий пішак · g6 чорний пішак · d5 чорний пішак · e5 чорний пішак · b4 білий пішак · c4 чорний пішак · d4 білий кінь · e4 чорний король · g4 чорна тура · f3 біла тура · e2 білий пішак · a1 чорний слон · d1 чорна тура · f1 чорний кінь · h1 чорний кінь | a8 білий король · a7 білий ферзь · e7 біла тура · f7 білий слон · a6 чорний пішак · d6 чорний пішак · f6 білий пішак · g6 чорний пішак · d5 чорний пішак · e5 чорний пішак · b4 білий пішак · c4 чорний пішак · d4 білий кінь · e4 чорний король · g4 чорна тура · f3 біла тура · e2 білий пішак · a1 чорний слон · d1 чорна тура · f1 чорний кінь · h1 чорний кінь | a8 білий король · a7 білий ферзь · e7 біла тура · f7 білий слон · a6 чорний пішак · d6 чорний пішак · f6 білий пішак · g6 чорний пішак · d5 чорний пішак · e5 чорний пішак · b4 білий пішак · c4 чорний пішак · d4 білий кінь · e4 чорний король · g4 чорна тура · f3 біла тура · e2 білий пішак · a1 чорний слон · d1 чорна тура · f1 чорний кінь · h1 чорний кінь | 4 |
| 3 | a8 білий король · a7 білий ферзь · e7 біла тура · f7 білий слон · a6 чорний пішак · d6 чорний пішак · f6 білий пішак · g6 чорний пішак · d5 чорний пішак · e5 чорний пішак · b4 білий пішак · c4 чорний пішак · d4 білий кінь · e4 чорний король · g4 чорна тура · f3 біла тура · e2 білий пішак · a1 чорний слон · d1 чорна тура · f1 чорний кінь · h1 чорний кінь | a8 білий король · a7 білий ферзь · e7 біла тура · f7 білий слон · a6 чорний пішак · d6 чорний пішак · f6 білий пішак · g6 чорний пішак · d5 чорний пішак · e5 чорний пішак · b4 білий пішак · c4 чорний пішак · d4 білий кінь · e4 чорний король · g4 чорна тура · f3 біла тура · e2 білий пішак · a1 чорний слон · d1 чорна тура · f1 чорний кінь · h1 чорний кінь | a8 білий король · a7 білий ферзь · e7 біла тура · f7 білий слон · a6 чорний пішак · d6 чорний пішак · f6 білий пішак · g6 чорний пішак · d5 чорний пішак · e5 чорний пішак · b4 білий пішак · c4 чорний пішак · d4 білий кінь · e4 чорний король · g4 чорна тура · f3 біла тура · e2 білий пішак · a1 чорний слон · d1 чорна тура · f1 чорний кінь · h1 чорний кінь | a8 білий король · a7 білий ферзь · e7 біла тура · f7 білий слон · a6 чорний пішак · d6 чорний пішак · f6 білий пішак · g6 чорний пішак · d5 чорний пішак · e5 чорний пішак · b4 білий пішак · c4 чорний пішак · d4 білий кінь · e4 чорний король · g4 чорна тура · f3 біла тура · e2 білий пішак · a1 чорний слон · d1 чорна тура · f1 чорний кінь · h1 чорний кінь | a8 білий король · a7 білий ферзь · e7 біла тура · f7 білий слон · a6 чорний пішак · d6 чорний пішак · f6 білий пішак · g6 чорний пішак · d5 чорний пішак · e5 чорний пішак · b4 білий пішак · c4 чорний пішак · d4 білий кінь · e4 чорний король · g4 чорна тура · f3 біла тура · e2 білий пішак · a1 чорний слон · d1 чорна тура · f1 чорний кінь · h1 чорний кінь | a8 білий король · a7 білий ферзь · e7 біла тура · f7 білий слон · a6 чорний пішак · d6 чорний пішак · f6 білий пішак · g6 чорний пішак · d5 чорний пішак · e5 чорний пішак · b4 білий пішак · c4 чорний пішак · d4 білий кінь · e4 чорний король · g4 чорна тура · f3 біла тура · e2 білий пішак · a1 чорний слон · d1 чорна тура · f1 чорний кінь · h1 чорний кінь | a8 білий король · a7 білий ферзь · e7 біла тура · f7 білий слон · a6 чорний пішак · d6 чорний пішак · f6 білий пішак · g6 чорний пішак · d5 чорний пішак · e5 чорний пішак · b4 білий пішак · c4 чорний пішак · d4 білий кінь · e4 чорний король · g4 чорна тура · f3 біла тура · e2 білий пішак · a1 чорний слон · d1 чорна тура · f1 чорний кінь · h1 чорний кінь | a8 білий король · a7 білий ферзь · e7 біла тура · f7 білий слон · a6 чорний пішак · d6 чорний пішак · f6 білий пішак · g6 чорний пішак · d5 чорний пішак · e5 чорний пішак · b4 білий пішак · c4 чорний пішак · d4 білий кінь · e4 чорний король · g4 чорна тура · f3 біла тура · e2 білий пішак · a1 чорний слон · d1 чорна тура · f1 чорний кінь · h1 чорний кінь | 3 |
| 2 | a8 білий король · a7 білий ферзь · e7 біла тура · f7 білий слон · a6 чорний пішак · d6 чорний пішак · f6 білий пішак · g6 чорний пішак · d5 чорний пішак · e5 чорний пішак · b4 білий пішак · c4 чорний пішак · d4 білий кінь · e4 чорний король · g4 чорна тура · f3 біла тура · e2 білий пішак · a1 чорний слон · d1 чорна тура · f1 чорний кінь · h1 чорний кінь | a8 білий король · a7 білий ферзь · e7 біла тура · f7 білий слон · a6 чорний пішак · d6 чорний пішак · f6 білий пішак · g6 чорний пішак · d5 чорний пішак · e5 чорний пішак · b4 білий пішак · c4 чорний пішак · d4 білий кінь · e4 чорний король · g4 чорна тура · f3 біла тура · e2 білий пішак · a1 чорний слон · d1 чорна тура · f1 чорний кінь · h1 чорний кінь | a8 білий король · a7 білий ферзь · e7 біла тура · f7 білий слон · a6 чорний пішак · d6 чорний пішак · f6 білий пішак · g6 чорний пішак · d5 чорний пішак · e5 чорний пішак · b4 білий пішак · c4 чорний пішак · d4 білий кінь · e4 чорний король · g4 чорна тура · f3 біла тура · e2 білий пішак · a1 чорний слон · d1 чорна тура · f1 чорний кінь · h1 чорний кінь | a8 білий король · a7 білий ферзь · e7 біла тура · f7 білий слон · a6 чорний пішак · d6 чорний пішак · f6 білий пішак · g6 чорний пішак · d5 чорний пішак · e5 чорний пішак · b4 білий пішак · c4 чорний пішак · d4 білий кінь · e4 чорний король · g4 чорна тура · f3 біла тура · e2 білий пішак · a1 чорний слон · d1 чорна тура · f1 чорний кінь · h1 чорний кінь | a8 білий король · a7 білий ферзь · e7 біла тура · f7 білий слон · a6 чорний пішак · d6 чорний пішак · f6 білий пішак · g6 чорний пішак · d5 чорний пішак · e5 чорний пішак · b4 білий пішак · c4 чорний пішак · d4 білий кінь · e4 чорний король · g4 чорна тура · f3 біла тура · e2 білий пішак · a1 чорний слон · d1 чорна тура · f1 чорний кінь · h1 чорний кінь | a8 білий король · a7 білий ферзь · e7 біла тура · f7 білий слон · a6 чорний пішак · d6 чорний пішак · f6 білий пішак · g6 чорний пішак · d5 чорний пішак · e5 чорний пішак · b4 білий пішак · c4 чорний пішак · d4 білий кінь · e4 чорний король · g4 чорна тура · f3 біла тура · e2 білий пішак · a1 чорний слон · d1 чорна тура · f1 чорний кінь · h1 чорний кінь | a8 білий король · a7 білий ферзь · e7 біла тура · f7 білий слон · a6 чорний пішак · d6 чорний пішак · f6 білий пішак · g6 чорний пішак · d5 чорний пішак · e5 чорний пішак · b4 білий пішак · c4 чорний пішак · d4 білий кінь · e4 чорний король · g4 чорна тура · f3 біла тура · e2 білий пішак · a1 чорний слон · d1 чорна тура · f1 чорний кінь · h1 чорний кінь | a8 білий король · a7 білий ферзь · e7 біла тура · f7 білий слон · a6 чорний пішак · d6 чорний пішак · f6 білий пішак · g6 чорний пішак · d5 чорний пішак · e5 чорний пішак · b4 білий пішак · c4 чорний пішак · d4 білий кінь · e4 чорний король · g4 чорна тура · f3 біла тура · e2 білий пішак · a1 чорний слон · d1 чорна тура · f1 чорний кінь · h1 чорний кінь | 2 |
| 1 | a8 білий король · a7 білий ферзь · e7 біла тура · f7 білий слон · a6 чорний пішак · d6 чорний пішак · f6 білий пішак · g6 чорний пішак · d5 чорний пішак · e5 чорний пішак · b4 білий пішак · c4 чорний пішак · d4 білий кінь · e4 чорний король · g4 чорна тура · f3 біла тура · e2 білий пішак · a1 чорний слон · d1 чорна тура · f1 чорний кінь · h1 чорний кінь | a8 білий король · a7 білий ферзь · e7 біла тура · f7 білий слон · a6 чорний пішак · d6 чорний пішак · f6 білий пішак · g6 чорний пішак · d5 чорний пішак · e5 чорний пішак · b4 білий пішак · c4 чорний пішак · d4 білий кінь · e4 чорний король · g4 чорна тура · f3 біла тура · e2 білий пішак · a1 чорний слон · d1 чорна тура · f1 чорний кінь · h1 чорний кінь | a8 білий король · a7 білий ферзь · e7 біла тура · f7 білий слон · a6 чорний пішак · d6 чорний пішак · f6 білий пішак · g6 чорний пішак · d5 чорний пішак · e5 чорний пішак · b4 білий пішак · c4 чорний пішак · d4 білий кінь · e4 чорний король · g4 чорна тура · f3 біла тура · e2 білий пішак · a1 чорний слон · d1 чорна тура · f1 чорний кінь · h1 чорний кінь | a8 білий король · a7 білий ферзь · e7 біла тура · f7 білий слон · a6 чорний пішак · d6 чорний пішак · f6 білий пішак · g6 чорний пішак · d5 чорний пішак · e5 чорний пішак · b4 білий пішак · c4 чорний пішак · d4 білий кінь · e4 чорний король · g4 чорна тура · f3 біла тура · e2 білий пішак · a1 чорний слон · d1 чорна тура · f1 чорний кінь · h1 чорний кінь | a8 білий король · a7 білий ферзь · e7 біла тура · f7 білий слон · a6 чорний пішак · d6 чорний пішак · f6 білий пішак · g6 чорний пішак · d5 чорний пішак · e5 чорний пішак · b4 білий пішак · c4 чорний пішак · d4 білий кінь · e4 чорний король · g4 чорна тура · f3 біла тура · e2 білий пішак · a1 чорний слон · d1 чорна тура · f1 чорний кінь · h1 чорний кінь | a8 білий король · a7 білий ферзь · e7 біла тура · f7 білий слон · a6 чорний пішак · d6 чорний пішак · f6 білий пішак · g6 чорний пішак · d5 чорний пішак · e5 чорний пішак · b4 білий пішак · c4 чорний пішак · d4 білий кінь · e4 чорний король · g4 чорна тура · f3 біла тура · e2 білий пішак · a1 чорний слон · d1 чорна тура · f1 чорний кінь · h1 чорний кінь | a8 білий король · a7 білий ферзь · e7 біла тура · f7 білий слон · a6 чорний пішак · d6 чорний пішак · f6 білий пішак · g6 чорний пішак · d5 чорний пішак · e5 чорний пішак · b4 білий пішак · c4 чорний пішак · d4 білий кінь · e4 чорний король · g4 чорна тура · f3 біла тура · e2 білий пішак · a1 чорний слон · d1 чорна тура · f1 чорний кінь · h1 чорний кінь | a8 білий король · a7 білий ферзь · e7 біла тура · f7 білий слон · a6 чорний пішак · d6 чорний пішак · f6 білий пішак · g6 чорний пішак · d5 чорний пішак · e5 чорний пішак · b4 білий пішак · c4 чорний пішак · d4 білий кінь · e4 чорний король · g4 чорна тура · f3 біла тура · e2 білий пішак · a1 чорний слон · d1 чорна тура · f1 чорний кінь · h1 чорний кінь | 1 |
|   | a | b | c | d | e | f | g | h |   |

Ефектним вступним ходом 1.Se6!! білі відключають свої активні фігури від атаки чорного короля і загрожують 
~ 2.L:g6+! Т:g6 3.Тf4+! ef 4.Sd4#!
Чорні тура та слон захищаються на полі мата з загрози d4 перекриваючи одне одного (перекриття Грімшоу). 
1... Ld4 2.Sg5+! Т:g5 3.L:d5+! K:d5 4.Db7#
1... Тd4 2.Sc5+! dc 3.Т:e5+! K:e5 4.De7#
|   | a | b | c | d | e | f | g | h |   |
| 8 | a8 чорний ферзь · b8 білий кінь · a7 білий пішак · b7 білий пішак · d7 білий кінь · h7 білий слон · g6 біла тура · f5 чорний король · h5 чорний пішак · h4 білий ферзь · e3 чорний пішак · e2 білий пішак · g2 чорний пішак · g1 білий король | a8 чорний ферзь · b8 білий кінь · a7 білий пішак · b7 білий пішак · d7 білий кінь · h7 білий слон · g6 біла тура · f5 чорний король · h5 чорний пішак · h4 білий ферзь · e3 чорний пішак · e2 білий пішак · g2 чорний пішак · g1 білий король | a8 чорний ферзь · b8 білий кінь · a7 білий пішак · b7 білий пішак · d7 білий кінь · h7 білий слон · g6 біла тура · f5 чорний король · h5 чорний пішак · h4 білий ферзь · e3 чорний пішак · e2 білий пішак · g2 чорний пішак · g1 білий король | a8 чорний ферзь · b8 білий кінь · a7 білий пішак · b7 білий пішак · d7 білий кінь · h7 білий слон · g6 біла тура · f5 чорний король · h5 чорний пішак · h4 білий ферзь · e3 чорний пішак · e2 білий пішак · g2 чорний пішак · g1 білий король | a8 чорний ферзь · b8 білий кінь · a7 білий пішак · b7 білий пішак · d7 білий кінь · h7 білий слон · g6 біла тура · f5 чорний король · h5 чорний пішак · h4 білий ферзь · e3 чорний пішак · e2 білий пішак · g2 чорний пішак · g1 білий король | a8 чорний ферзь · b8 білий кінь · a7 білий пішак · b7 білий пішак · d7 білий кінь · h7 білий слон · g6 біла тура · f5 чорний король · h5 чорний пішак · h4 білий ферзь · e3 чорний пішак · e2 білий пішак · g2 чорний пішак · g1 білий король | a8 чорний ферзь · b8 білий кінь · a7 білий пішак · b7 білий пішак · d7 білий кінь · h7 білий слон · g6 біла тура · f5 чорний король · h5 чорний пішак · h4 білий ферзь · e3 чорний пішак · e2 білий пішак · g2 чорний пішак · g1 білий король | a8 чорний ферзь · b8 білий кінь · a7 білий пішак · b7 білий пішак · d7 білий кінь · h7 білий слон · g6 біла тура · f5 чорний король · h5 чорний пішак · h4 білий ферзь · e3 чорний пішак · e2 білий пішак · g2 чорний пішак · g1 білий король | 8 |
| 7 | a8 чорний ферзь · b8 білий кінь · a7 білий пішак · b7 білий пішак · d7 білий кінь · h7 білий слон · g6 біла тура · f5 чорний король · h5 чорний пішак · h4 білий ферзь · e3 чорний пішак · e2 білий пішак · g2 чорний пішак · g1 білий король | a8 чорний ферзь · b8 білий кінь · a7 білий пішак · b7 білий пішак · d7 білий кінь · h7 білий слон · g6 біла тура · f5 чорний король · h5 чорний пішак · h4 білий ферзь · e3 чорний пішак · e2 білий пішак · g2 чорний пішак · g1 білий король | a8 чорний ферзь · b8 білий кінь · a7 білий пішак · b7 білий пішак · d7 білий кінь · h7 білий слон · g6 біла тура · f5 чорний король · h5 чорний пішак · h4 білий ферзь · e3 чорний пішак · e2 білий пішак · g2 чорний пішак · g1 білий король | a8 чорний ферзь · b8 білий кінь · a7 білий пішак · b7 білий пішак · d7 білий кінь · h7 білий слон · g6 біла тура · f5 чорний король · h5 чорний пішак · h4 білий ферзь · e3 чорний пішак · e2 білий пішак · g2 чорний пішак · g1 білий король | a8 чорний ферзь · b8 білий кінь · a7 білий пішак · b7 білий пішак · d7 білий кінь · h7 білий слон · g6 біла тура · f5 чорний король · h5 чорний пішак · h4 білий ферзь · e3 чорний пішак · e2 білий пішак · g2 чорний пішак · g1 білий король | a8 чорний ферзь · b8 білий кінь · a7 білий пішак · b7 білий пішак · d7 білий кінь · h7 білий слон · g6 біла тура · f5 чорний король · h5 чорний пішак · h4 білий ферзь · e3 чорний пішак · e2 білий пішак · g2 чорний пішак · g1 білий король | a8 чорний ферзь · b8 білий кінь · a7 білий пішак · b7 білий пішак · d7 білий кінь · h7 білий слон · g6 біла тура · f5 чорний король · h5 чорний пішак · h4 білий ферзь · e3 чорний пішак · e2 білий пішак · g2 чорний пішак · g1 білий король | a8 чорний ферзь · b8 білий кінь · a7 білий пішак · b7 білий пішак · d7 білий кінь · h7 білий слон · g6 біла тура · f5 чорний король · h5 чорний пішак · h4 білий ферзь · e3 чорний пішак · e2 білий пішак · g2 чорний пішак · g1 білий король | 7 |
| 6 | a8 чорний ферзь · b8 білий кінь · a7 білий пішак · b7 білий пішак · d7 білий кінь · h7 білий слон · g6 біла тура · f5 чорний король · h5 чорний пішак · h4 білий ферзь · e3 чорний пішак · e2 білий пішак · g2 чорний пішак · g1 білий король | a8 чорний ферзь · b8 білий кінь · a7 білий пішак · b7 білий пішак · d7 білий кінь · h7 білий слон · g6 біла тура · f5 чорний король · h5 чорний пішак · h4 білий ферзь · e3 чорний пішак · e2 білий пішак · g2 чорний пішак · g1 білий король | a8 чорний ферзь · b8 білий кінь · a7 білий пішак · b7 білий пішак · d7 білий кінь · h7 білий слон · g6 біла тура · f5 чорний король · h5 чорний пішак · h4 білий ферзь · e3 чорний пішак · e2 білий пішак · g2 чорний пішак · g1 білий король | a8 чорний ферзь · b8 білий кінь · a7 білий пішак · b7 білий пішак · d7 білий кінь · h7 білий слон · g6 біла тура · f5 чорний король · h5 чорний пішак · h4 білий ферзь · e3 чорний пішак · e2 білий пішак · g2 чорний пішак · g1 білий король | a8 чорний ферзь · b8 білий кінь · a7 білий пішак · b7 білий пішак · d7 білий кінь · h7 білий слон · g6 біла тура · f5 чорний король · h5 чорний пішак · h4 білий ферзь · e3 чорний пішак · e2 білий пішак · g2 чорний пішак · g1 білий король | a8 чорний ферзь · b8 білий кінь · a7 білий пішак · b7 білий пішак · d7 білий кінь · h7 білий слон · g6 біла тура · f5 чорний король · h5 чорний пішак · h4 білий ферзь · e3 чорний пішак · e2 білий пішак · g2 чорний пішак · g1 білий король | a8 чорний ферзь · b8 білий кінь · a7 білий пішак · b7 білий пішак · d7 білий кінь · h7 білий слон · g6 біла тура · f5 чорний король · h5 чорний пішак · h4 білий ферзь · e3 чорний пішак · e2 білий пішак · g2 чорний пішак · g1 білий король | a8 чорний ферзь · b8 білий кінь · a7 білий пішак · b7 білий пішак · d7 білий кінь · h7 білий слон · g6 біла тура · f5 чорний король · h5 чорний пішак · h4 білий ферзь · e3 чорний пішак · e2 білий пішак · g2 чорний пішак · g1 білий король | 6 |
| 5 | a8 чорний ферзь · b8 білий кінь · a7 білий пішак · b7 білий пішак · d7 білий кінь · h7 білий слон · g6 біла тура · f5 чорний король · h5 чорний пішак · h4 білий ферзь · e3 чорний пішак · e2 білий пішак · g2 чорний пішак · g1 білий король | a8 чорний ферзь · b8 білий кінь · a7 білий пішак · b7 білий пішак · d7 білий кінь · h7 білий слон · g6 біла тура · f5 чорний король · h5 чорний пішак · h4 білий ферзь · e3 чорний пішак · e2 білий пішак · g2 чорний пішак · g1 білий король | a8 чорний ферзь · b8 білий кінь · a7 білий пішак · b7 білий пішак · d7 білий кінь · h7 білий слон · g6 біла тура · f5 чорний король · h5 чорний пішак · h4 білий ферзь · e3 чорний пішак · e2 білий пішак · g2 чорний пішак · g1 білий король | a8 чорний ферзь · b8 білий кінь · a7 білий пішак · b7 білий пішак · d7 білий кінь · h7 білий слон · g6 біла тура · f5 чорний король · h5 чорний пішак · h4 білий ферзь · e3 чорний пішак · e2 білий пішак · g2 чорний пішак · g1 білий король | a8 чорний ферзь · b8 білий кінь · a7 білий пішак · b7 білий пішак · d7 білий кінь · h7 білий слон · g6 біла тура · f5 чорний король · h5 чорний пішак · h4 білий ферзь · e3 чорний пішак · e2 білий пішак · g2 чорний пішак · g1 білий король | a8 чорний ферзь · b8 білий кінь · a7 білий пішак · b7 білий пішак · d7 білий кінь · h7 білий слон · g6 біла тура · f5 чорний король · h5 чорний пішак · h4 білий ферзь · e3 чорний пішак · e2 білий пішак · g2 чорний пішак · g1 білий король | a8 чорний ферзь · b8 білий кінь · a7 білий пішак · b7 білий пішак · d7 білий кінь · h7 білий слон · g6 біла тура · f5 чорний король · h5 чорний пішак · h4 білий ферзь · e3 чорний пішак · e2 білий пішак · g2 чорний пішак · g1 білий король | a8 чорний ферзь · b8 білий кінь · a7 білий пішак · b7 білий пішак · d7 білий кінь · h7 білий слон · g6 біла тура · f5 чорний король · h5 чорний пішак · h4 білий ферзь · e3 чорний пішак · e2 білий пішак · g2 чорний пішак · g1 білий король | 5 |
| 4 | a8 чорний ферзь · b8 білий кінь · a7 білий пішак · b7 білий пішак · d7 білий кінь · h7 білий слон · g6 біла тура · f5 чорний король · h5 чорний пішак · h4 білий ферзь · e3 чорний пішак · e2 білий пішак · g2 чорний пішак · g1 білий король | a8 чорний ферзь · b8 білий кінь · a7 білий пішак · b7 білий пішак · d7 білий кінь · h7 білий слон · g6 біла тура · f5 чорний король · h5 чорний пішак · h4 білий ферзь · e3 чорний пішак · e2 білий пішак · g2 чорний пішак · g1 білий король | a8 чорний ферзь · b8 білий кінь · a7 білий пішак · b7 білий пішак · d7 білий кінь · h7 білий слон · g6 біла тура · f5 чорний король · h5 чорний пішак · h4 білий ферзь · e3 чорний пішак · e2 білий пішак · g2 чорний пішак · g1 білий король | a8 чорний ферзь · b8 білий кінь · a7 білий пішак · b7 білий пішак · d7 білий кінь · h7 білий слон · g6 біла тура · f5 чорний король · h5 чорний пішак · h4 білий ферзь · e3 чорний пішак · e2 білий пішак · g2 чорний пішак · g1 білий король | a8 чорний ферзь · b8 білий кінь · a7 білий пішак · b7 білий пішак · d7 білий кінь · h7 білий слон · g6 біла тура · f5 чорний король · h5 чорний пішак · h4 білий ферзь · e3 чорний пішак · e2 білий пішак · g2 чорний пішак · g1 білий король | a8 чорний ферзь · b8 білий кінь · a7 білий пішак · b7 білий пішак · d7 білий кінь · h7 білий слон · g6 біла тура · f5 чорний король · h5 чорний пішак · h4 білий ферзь · e3 чорний пішак · e2 білий пішак · g2 чорний пішак · g1 білий король | a8 чорний ферзь · b8 білий кінь · a7 білий пішак · b7 білий пішак · d7 білий кінь · h7 білий слон · g6 біла тура · f5 чорний король · h5 чорний пішак · h4 білий ферзь · e3 чорний пішак · e2 білий пішак · g2 чорний пішак · g1 білий король | a8 чорний ферзь · b8 білий кінь · a7 білий пішак · b7 білий пішак · d7 білий кінь · h7 білий слон · g6 біла тура · f5 чорний король · h5 чорний пішак · h4 білий ферзь · e3 чорний пішак · e2 білий пішак · g2 чорний пішак · g1 білий король | 4 |
| 3 | a8 чорний ферзь · b8 білий кінь · a7 білий пішак · b7 білий пішак · d7 білий кінь · h7 білий слон · g6 біла тура · f5 чорний король · h5 чорний пішак · h4 білий ферзь · e3 чорний пішак · e2 білий пішак · g2 чорний пішак · g1 білий король | a8 чорний ферзь · b8 білий кінь · a7 білий пішак · b7 білий пішак · d7 білий кінь · h7 білий слон · g6 біла тура · f5 чорний король · h5 чорний пішак · h4 білий ферзь · e3 чорний пішак · e2 білий пішак · g2 чорний пішак · g1 білий король | a8 чорний ферзь · b8 білий кінь · a7 білий пішак · b7 білий пішак · d7 білий кінь · h7 білий слон · g6 біла тура · f5 чорний король · h5 чорний пішак · h4 білий ферзь · e3 чорний пішак · e2 білий пішак · g2 чорний пішак · g1 білий король | a8 чорний ферзь · b8 білий кінь · a7 білий пішак · b7 білий пішак · d7 білий кінь · h7 білий слон · g6 біла тура · f5 чорний король · h5 чорний пішак · h4 білий ферзь · e3 чорний пішак · e2 білий пішак · g2 чорний пішак · g1 білий король | a8 чорний ферзь · b8 білий кінь · a7 білий пішак · b7 білий пішак · d7 білий кінь · h7 білий слон · g6 біла тура · f5 чорний король · h5 чорний пішак · h4 білий ферзь · e3 чорний пішак · e2 білий пішак · g2 чорний пішак · g1 білий король | a8 чорний ферзь · b8 білий кінь · a7 білий пішак · b7 білий пішак · d7 білий кінь · h7 білий слон · g6 біла тура · f5 чорний король · h5 чорний пішак · h4 білий ферзь · e3 чорний пішак · e2 білий пішак · g2 чорний пішак · g1 білий король | a8 чорний ферзь · b8 білий кінь · a7 білий пішак · b7 білий пішак · d7 білий кінь · h7 білий слон · g6 біла тура · f5 чорний король · h5 чорний пішак · h4 білий ферзь · e3 чорний пішак · e2 білий пішак · g2 чорний пішак · g1 білий король | a8 чорний ферзь · b8 білий кінь · a7 білий пішак · b7 білий пішак · d7 білий кінь · h7 білий слон · g6 біла тура · f5 чорний король · h5 чорний пішак · h4 білий ферзь · e3 чорний пішак · e2 білий пішак · g2 чорний пішак · g1 білий король | 3 |
| 2 | a8 чорний ферзь · b8 білий кінь · a7 білий пішак · b7 білий пішак · d7 білий кінь · h7 білий слон · g6 біла тура · f5 чорний король · h5 чорний пішак · h4 білий ферзь · e3 чорний пішак · e2 білий пішак · g2 чорний пішак · g1 білий король | a8 чорний ферзь · b8 білий кінь · a7 білий пішак · b7 білий пішак · d7 білий кінь · h7 білий слон · g6 біла тура · f5 чорний король · h5 чорний пішак · h4 білий ферзь · e3 чорний пішак · e2 білий пішак · g2 чорний пішак · g1 білий король | a8 чорний ферзь · b8 білий кінь · a7 білий пішак · b7 білий пішак · d7 білий кінь · h7 білий слон · g6 біла тура · f5 чорний король · h5 чорний пішак · h4 білий ферзь · e3 чорний пішак · e2 білий пішак · g2 чорний пішак · g1 білий король | a8 чорний ферзь · b8 білий кінь · a7 білий пішак · b7 білий пішак · d7 білий кінь · h7 білий слон · g6 біла тура · f5 чорний король · h5 чорний пішак · h4 білий ферзь · e3 чорний пішак · e2 білий пішак · g2 чорний пішак · g1 білий король | a8 чорний ферзь · b8 білий кінь · a7 білий пішак · b7 білий пішак · d7 білий кінь · h7 білий слон · g6 біла тура · f5 чорний король · h5 чорний пішак · h4 білий ферзь · e3 чорний пішак · e2 білий пішак · g2 чорний пішак · g1 білий король | a8 чорний ферзь · b8 білий кінь · a7 білий пішак · b7 білий пішак · d7 білий кінь · h7 білий слон · g6 біла тура · f5 чорний король · h5 чорний пішак · h4 білий ферзь · e3 чорний пішак · e2 білий пішак · g2 чорний пішак · g1 білий король | a8 чорний ферзь · b8 білий кінь · a7 білий пішак · b7 білий пішак · d7 білий кінь · h7 білий слон · g6 біла тура · f5 чорний король · h5 чорний пішак · h4 білий ферзь · e3 чорний пішак · e2 білий пішак · g2 чорний пішак · g1 білий король | a8 чорний ферзь · b8 білий кінь · a7 білий пішак · b7 білий пішак · d7 білий кінь · h7 білий слон · g6 біла тура · f5 чорний король · h5 чорний пішак · h4 білий ферзь · e3 чорний пішак · e2 білий пішак · g2 чорний пішак · g1 білий король | 2 |
| 1 | a8 чорний ферзь · b8 білий кінь · a7 білий пішак · b7 білий пішак · d7 білий кінь · h7 білий слон · g6 біла тура · f5 чорний король · h5 чорний пішак · h4 білий ферзь · e3 чорний пішак · e2 білий пішак · g2 чорний пішак · g1 білий король | a8 чорний ферзь · b8 білий кінь · a7 білий пішак · b7 білий пішак · d7 білий кінь · h7 білий слон · g6 біла тура · f5 чорний король · h5 чорний пішак · h4 білий ферзь · e3 чорний пішак · e2 білий пішак · g2 чорний пішак · g1 білий король | a8 чорний ферзь · b8 білий кінь · a7 білий пішак · b7 білий пішак · d7 білий кінь · h7 білий слон · g6 біла тура · f5 чорний король · h5 чорний пішак · h4 білий ферзь · e3 чорний пішак · e2 білий пішак · g2 чорний пішак · g1 білий король | a8 чорний ферзь · b8 білий кінь · a7 білий пішак · b7 білий пішак · d7 білий кінь · h7 білий слон · g6 біла тура · f5 чорний король · h5 чорний пішак · h4 білий ферзь · e3 чорний пішак · e2 білий пішак · g2 чорний пішак · g1 білий король | a8 чорний ферзь · b8 білий кінь · a7 білий пішак · b7 білий пішак · d7 білий кінь · h7 білий слон · g6 біла тура · f5 чорний король · h5 чорний пішак · h4 білий ферзь · e3 чорний пішак · e2 білий пішак · g2 чорний пішак · g1 білий король | a8 чорний ферзь · b8 білий кінь · a7 білий пішак · b7 білий пішак · d7 білий кінь · h7 білий слон · g6 біла тура · f5 чорний король · h5 чорний пішак · h4 білий ферзь · e3 чорний пішак · e2 білий пішак · g2 чорний пішак · g1 білий король | a8 чорний ферзь · b8 білий кінь · a7 білий пішак · b7 білий пішак · d7 білий кінь · h7 білий слон · g6 біла тура · f5 чорний король · h5 чорний пішак · h4 білий ферзь · e3 чорний пішак · e2 білий пішак · g2 чорний пішак · g1 білий король | a8 чорний ферзь · b8 білий кінь · a7 білий пішак · b7 білий пішак · d7 білий кінь · h7 білий слон · g6 біла тура · f5 чорний король · h5 чорний пішак · h4 білий ферзь · e3 чорний пішак · e2 білий пішак · g2 чорний пішак · g1 білий король | 1 |
|   | a | b | c | d | e | f | g | h |   |

1.Dd4! Цугцванг!
1... D:a7 2.Tb6+ Kg5 3.Dc5+ Kf4 4.Tb4+ Kg3(h3) 5.D:e3+ D:e3#
1... D:b7 2.Tc6+ Kg5 3.Dd5+ Kf4 4.Tc4+ Kg3(h3) 5.D:g2+ D:g2#
1... D:b8 2.Td6+ Kg5 3.De5+ Kf4 4.Td4+ Kh3 5.Dh2+ D:h2#
Три головних варіанти, ехо-гра білої батареї з перекриттям лінії дії чорного ферзя з подальшим її відкриттям.
1... h4 2.Th6+ Kg5 3.Df6+ Kg4 4.T:h4+ Kg3 5.Df2+ ef2#